# Basavanahalli Kaval, Arkalgud
Basavanahalli Kaval là một làng thuộc tehsil Arkalgud, huyện Hassan, bang Karnataka, Ấn Độ.